# Малые Дубровки
Малые Дубровки (также Дубровка) — деревня в Дмитровском районе Московской области, в составе городского поселения Дмитров. Население — 12 чел. (2010). До 2006 года Малые Дубровки входили в состав Настасьинского сельского округа.

## Расположение
Деревня расположена в центральной части района, примерно в 4 км западнее Дмитрова, на правом берегу безымянного ручья, левого притока Яхромы, высота центра над уровнем моря 151 м. Ближайшие населённые пункты — Муравьево с Настасьино на юге и Кончинино на севере.

## Население
| 2002 | 2006 | 2010 |
| ---- | ---- | ---- |
| 20   | ↘19  | ↘12  |